# River Park

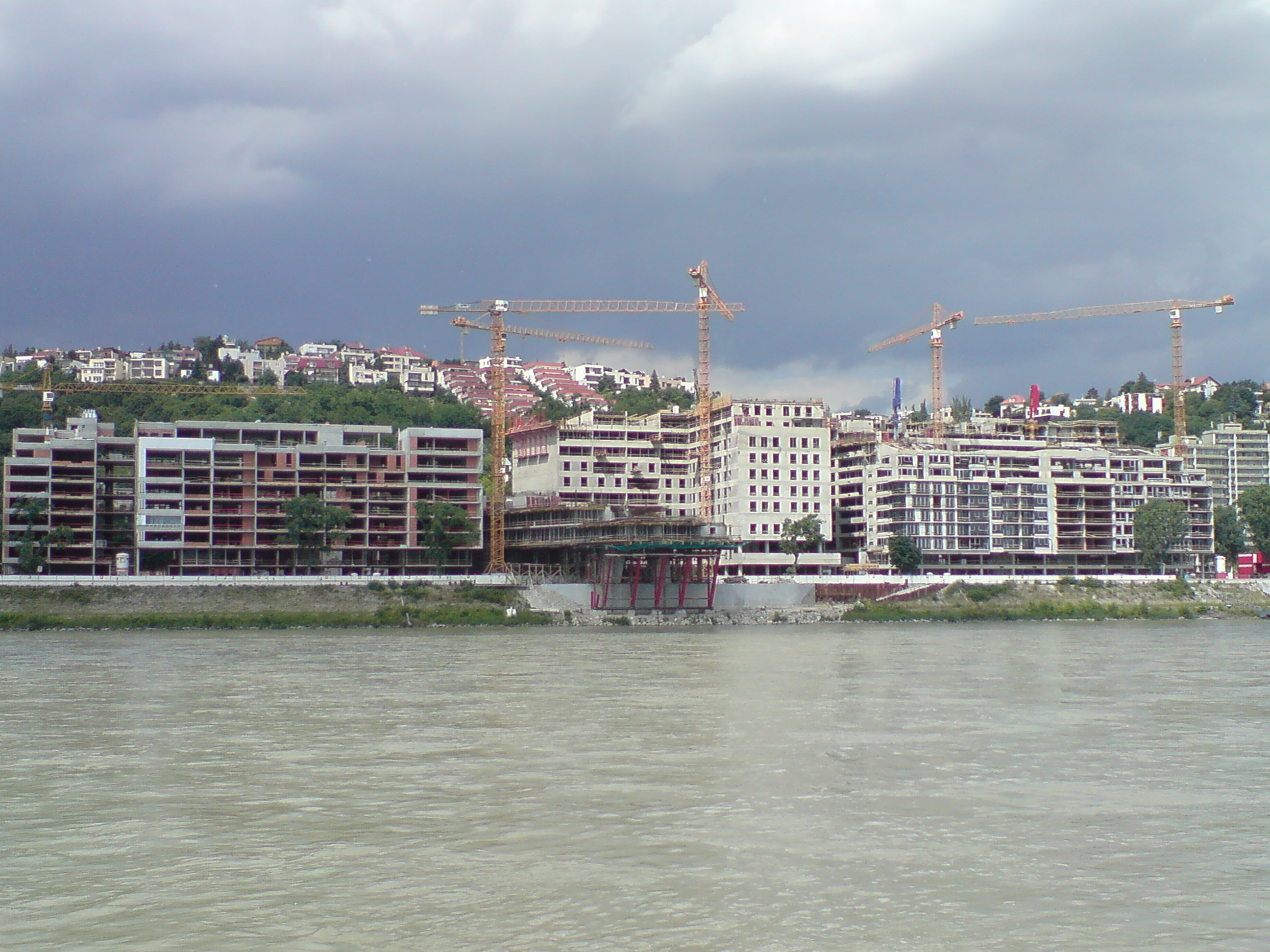
River Park w budowie

River Park – nazwa budowanego centrum wielofunkcyjnego nad brzegiem Dunaju, na Starym Mieście w Bratysławie. Będzie się składać z 208 apartamentów, pięciogwiazdkowego hotelu Kempinski, restauracji, szkoły tańca i sklepów, stref rekreacyjnych z terenami zielonymi, alejami i promenadami, w sumie na 32 000 m² powierzchni.